# Skidskytte vid olympiska vinterspelen 2022
Skidskytte vid de olympiska vinterspelen 2022 arrangerades i Kuyangshu längdåknings- och skidskyttecenter i Zhangjiakou, ca 200 km nordväst om Peking i Kina. 11 grenar, 5 vardera för damer och herrar samt en mixad lagtävling, ägde rum mellan den 5 och 19 februari.

## Tävlingsprogram

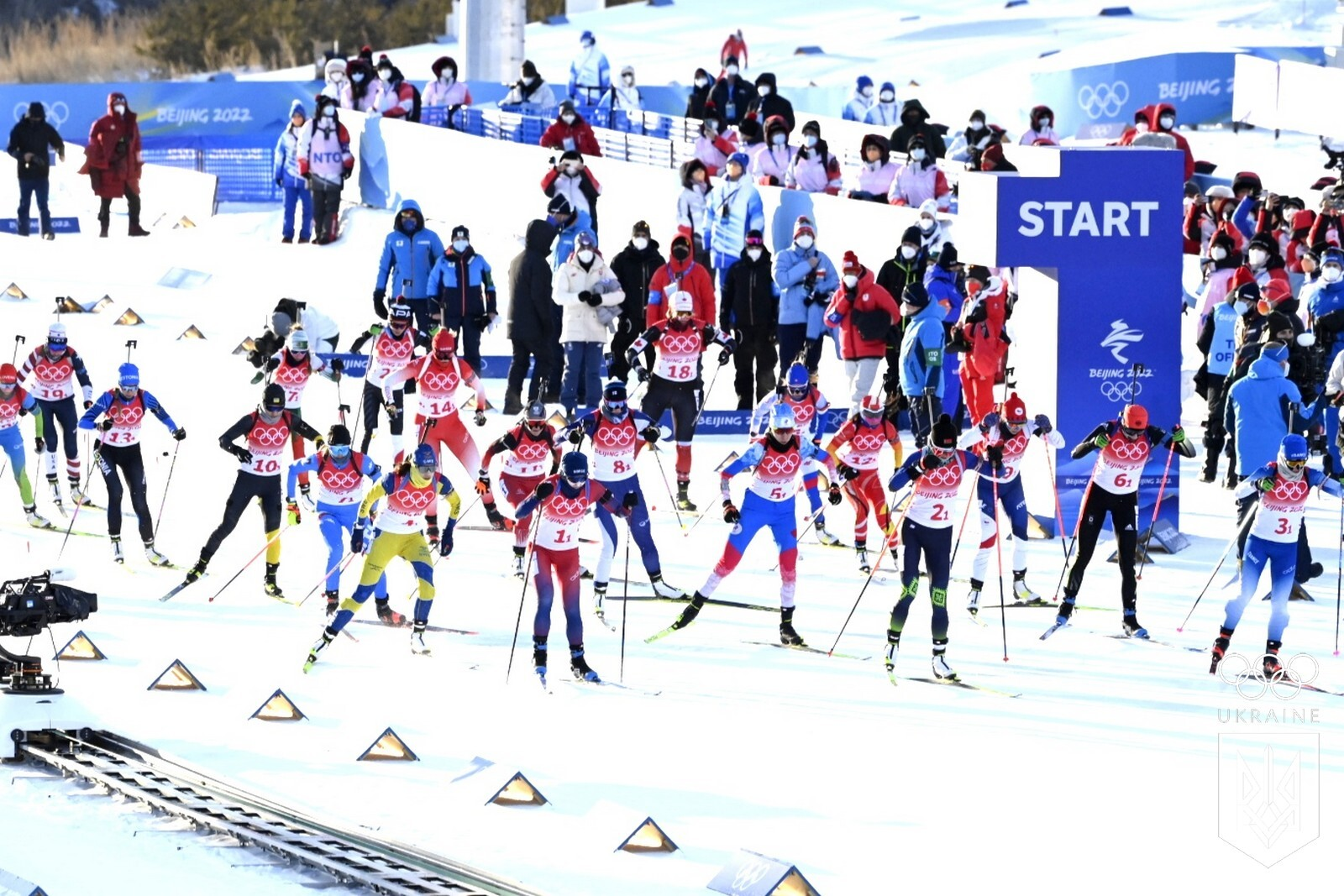
Starten på mixedstafetten.

Alla tider är angivna i lokal tid (UTC+8).
| Datum       | Tid   | Tävling                   |
| ----------- | ----- | ------------------------- |
| 5 februari  | 17:00 | 4×6 km mixstafett         |
| 7 februari  | 17:00 | 15 km distans, damer      |
| 8 februari  | 16:30 | 20 km distans, herrar     |
| 11 februari | 17:00 | 7,5 km sprint, damer      |
| 12 februari | 17:00 | 10 km sprint, herrar      |
| 13 februari | 17:00 | 10 km jaktstart, damer    |
| 13 februari | 18:30 | 12,5 km jaktstart, herrar |
| 15 februari | 17:00 | 4×7,5 km stafett, herrar  |
| 16 februari | 15:45 | 4×6 km stafett, damer     |
| 18 februari | 17:00 | 15 km masstart, herrar    |
| 19 februari | 17:00 | 12,5 km masstart, damer   |

## Medaljsammanfattning
Herrar
| Gren                            | Guld                                                                                | Guld      | Silver                                                                           | Silver    | Brons                                                                      | Brons     |
| Sprint, 10 km Detaljer...       | Johannes Thingnes Bø Norge                                                          | 24.00,3   | Quentin Fillon Maillet Frankrike                                                 | 24.25,9   | Tarjei Bø Norge                                                            | 24.39,3   |
| Jaktstart, 12,5 km Detaljer...  | Quentin Fillon Maillet Frankrike                                                    | 39.07,5   | Tarjei Bø Norge                                                                  | 39.36,1   | Eduard Latypov ROC                                                         | 39.42,8   |
| Masstart, 15 km Detaljer...     | Johannes Thingnes Bø Norge                                                          | 38.14,4   | Martin Ponsiluoma Sverige                                                        | 38.54,7   | Vetle Sjåstad Christiansen Norge                                           | 39.26,9   |
| Distans, 20 km Detaljer...      | Quentin Fillon Maillet Frankrike                                                    | 48.47,4   | Anton Smolski Belarus                                                            | 49.02,2   | Johannes Thingnes Bø Norge                                                 | 49.18,5   |
| Stafett, 4 × 7,5 km Detaljer... | Norge Sturla Holm Lægreid Tarjei Bø Johannes Thingnes Bø Vetle Sjåstad Christiansen | 1:19.50,2 | Frankrike Fabien Claude Émilien Jacquelin Simon Desthieux Quentin Fillon Maillet | 1:20.17,6 | ROC Said Karimulla Chalili Aleksandr Loginov Maxim Tsvetkov Eduard Latypov | 1:20.35,5 |

Damer
| Gren                          | Guld                                                        | Guld      | Silver                                                                       | Silver    | Brons                                                               | Brons     |
| Sprint, 7,5 km Detaljer...    | Marte Olsbu Røiseland Norge                                 | 20.44,3   | Elvira Öberg Sverige                                                         | 21.15,2   | Dorothea Wierer Italien                                             | 21.21,5   |
| Jaktstart, 10 km Detaljer...  | Marte Olsbu Røiseland Norge                                 | 34.46,9   | Elvira Öberg Sverige                                                         | 36.23,4   | Tiril Eckhoff Norge                                                 | 36.35,6   |
| Masstart, 12,5 km Detaljer... | Justine Braisaz-Bouchet Frankrike                           | 40.18,0   | Tiril Eckhoff Norge                                                          | 40.33,3   | Marte Olsbu Røiseland Norge                                         | 40.52,9   |
| Distans, 15 km Detaljer...    | Denise Herrmann Tyskland                                    | 44.12,7   | Anaïs Chevalier-Bouchet Frankrike                                            | 44.22,1   | Marte Olsbu Røiseland Norge                                         | 44.28,0   |
| Stafett, 4 × 5 km Detaljer... | Sverige Linn Persson Mona Brorsson Hanna Öberg Elvira Öberg | 1:11.03,9 | ROC Irina Kazakevitj Kristina Reztsova Svetlana Mironova Uljana Nigmatullina | 1:11.15,9 | Tyskland Vanessa Voigt Vanessa Hinz Franziska Preuß Denise Herrmann | 1:11.41,3 |

Mix
| Gren                   | Guld                                                                     | Guld      | Silver                                                                                 | Silver    | Brons                                                                      | Brons     |
| Mixstafett Detaljer... | Norge Marte Olsbu Røiseland Tiril Eckhoff Tarjei Bø Johannes Thingnes Bø | 1:06.45,6 | Frankrike Anaïs Chevalier-Bouchet Julia Simon Émilien Jacquelin Quentin Fillon Maillet | 1:06.46,5 | ROC Uljana Nigmatullina Kristina Reztsova Aleksandr Loginov Eduard Latypov | 1:06.47,1 |

## Medaljtabell
| Pl. | Nation    | Guld | Silver | Brons | Totalt |
| --- | --------- | ---- | ------ | ----- | ------ |
| 1   | Norge     | 6    | 2      | 6     | 14     |
| 2   | Frankrike | 3    | 4      | 0     | 7      |
| 3   | Sverige   | 1    | 3      | 0     | 4      |
| 4   | Tyskland  | 1    | 0      | 1     | 2      |
| 5   | ROC       | 0    | 1      | 3     | 4      |
| 6   | Belarus   | 0    | 1      | 0     | 1      |
| 7   | Italien   | 0    | 0      | 1     | 1      |
|     | Totalt    | 11   | 11     | 11    | 33     |